# Frontière entre le Niger et le Tchad

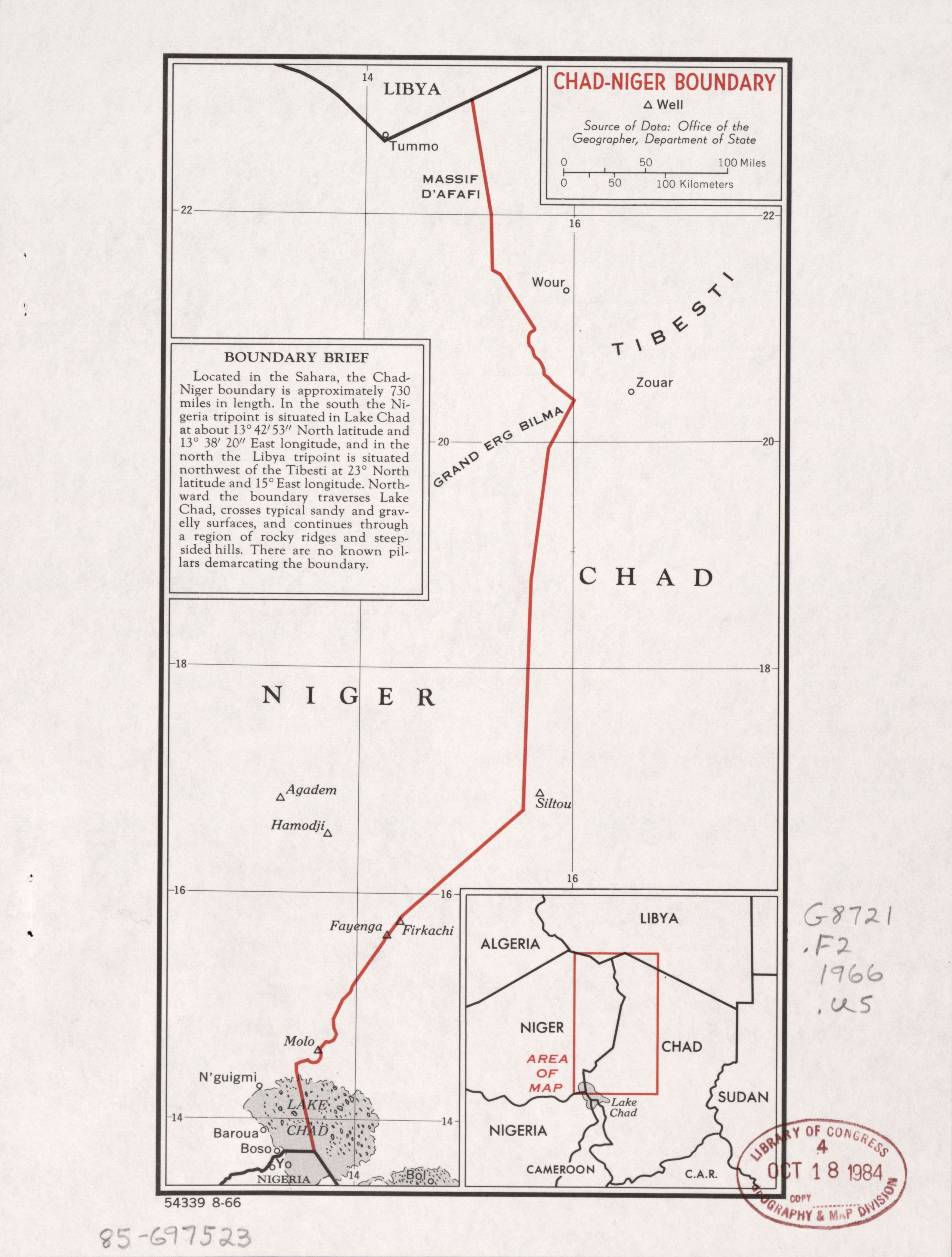
Carte de la CIA de 1966.

La frontière entre le Niger et le Tchad est située dans Sahara, et s'étend du nord au sud sur 730 miles soit environ 1 175 km.